# Marian Dorawa
Marian Dorawa (ur. 31 sierpnia 1936 w Chełmży, zm. 19 stycznia 2022 w Toruniu) – historyk sztuki, konserwator, znawca i miłośnik organów, filatelista.
Pracownik naukowy w Instytucie Zabytkoznawstwa i Konserwatorstwa Uniwersytetu Mikołaja Kopernika w Toruniu. Inicjator ochrony i konserwacji zabytkowych organów w Polsce, kierownik komórki Dokumentacji Zabytkowych Organów przy Pracowni Dokumentacji Naukowo-Historycznej. Pomysłodawca i dyrektor Świętojańskiego Festiwalu Organowego w Toruniu. Rzeczoznawca Ministra Kultury i Sztuki RP ds. ochrony zabytkowych organów w Polsce.
Od 1958 roku członek Polskiego Związku Filatelistów. W latach 1977–1979 przewodniczący Komisji Wystaw Oddziału Toruńskiego PZF. Od 1979 członek Komisji Naukowo-Badawczej przy Okręgu Toruńskim PZF. Od 1988 członek Klubów Tematycznych „Święty Gabriel” i „Marynistów”. Do 1993 sekretarz Zarządu Okręgu Toruńskiego PZF.

## Wybrane publikacje
- Organy: konstrukcja, ochrona, konserwacja, 1971, Toruń, Uniwersytet Mikołaja Kopernika, OCLC 68661032
- Organy Bazyliki Św. Jana w Toruniu, 1988, Toruń, Toruńskie Towarzystwo Kultury, OCLC 749217457
- Chełmżyńska katedra Świętej Trójcy, 2003, Kraków, Wydawnictwo Fides, ISBN 83-89016-20-6
- Poczta i filatelistyka w Chełmży, 2015, Chełmża, Towarzystwo Przyjaciół Chełmży, ISBN 978-83-915175-8-1

## Nagrody
- Złota Odznaka Honorowa PZF
- Złotą odznaką „Za zasługi dla Polskiej Filatelistyki” (2008)
- Medale „Za zasługi dla rozwoju publikacji filatelistycznych” (2000 i 2015)
- Nagroda Marszałka Województwa Kujawsko-Pomorskiego w kategorii „Kultura” (2017)
- Srebrny Medal „Zasłużony Kulturze Gloria Artis” (2018)[3]